# スコーピオン (モータルコンバット)
スコーピオン（Scorpion）はNetherRealm Studiosとミッドウェイ・ゲームズの対戦型格闘ゲーム「モータルコンバット」シリーズの登場人物。冥府から蘇った忍者であり、自身と家族、そして組織の仇討ちを主な目的とする。主な武器はクナイと縄鏢で、相手を引き寄せる際等に使用する。また、代表的なフェイタリティは素顔を晒して相手を焼き殺す「Toasty!」である。
1992年発売のモータルコンバットで初登場。以降、「Mortal Kombat 3」以外のすべての本編作品に登場する。本名はHanzo Hasashi (日本語: 波佐志 半蔵)で、白井流の戦士であり、敵対組織「燐塊（Lin Kuei）」のサブ・ゼロ（兄）に殺害された。後発の作品では、スコーピオンの家族と組織を滅ぼした張本人はソーサラーのクァン・チーであることが明かされ、彼への復讐を誓っている。ほとんどの作品で中立的な立場を貫いており、個人的な目的のために領域間の戦争には不参加である場合が多いが、時として自身の目的の達成に有利な勢力に味方する。また、サブ・ゼロ（弟）とはライバル同士であり、時に共闘する間柄である。
スコーピオンは登場以来高い評価を受けており、ゲーム以外のメディアにも頻繁に登場する。シリーズの最も象徴的なキャラクターとみなされており、共同制作者であるエド・ブーンはお気に入りのキャラクターとして挙げている。

## キャスト
演
- ダニエル・ペシーナ（『Mortal Kombat（1992年）』、『Mortal Kombat II』）
- ジョン・ターク（『Ultimate Mortal Kombat 3』『Mortal Kombat Trilogy』）
- サル・ディヴィタ（『Mortal Kombat: Mythologies Sub-Zero』）
- クリス・カサマッサ（映画『モータル・コンバット（1995年）
- J. J. ペリー（映画『モータルコンバット2』）
- イアン・アンソニー・デイル（Webシリーズ『Mortal Kombat: Legacy』）
- 真田広之（映画『モータルコンバット（2021年）』）

担当声優
- エド・ブーン（1992年 - 2005年）
- Simeon Norfleet（『Mortal Kombat: Armageddon』）
- Patrick Seitz（2008年以降）
- ロン・ユアン（2019年以降）
- 井上和彦（映画『モータルコンバット（2021年）』日本語吹替）

モーションキャプチャー
- Nico Millado (『Mortal Kombat 11』)

## 主な登場作品とキャラクターの背景
Mortal Kombat（1992年）
外界（Outworld）の勢力が人間界（Earthrealm）を侵略し征服するにあたり、旧神（Elder God）の許可を得るため、一連のモータルコンバットの大会が開催された。ゲームの舞台は、外界の皇帝シャオ・カーンに仕える魔術師シャン・ツンが主催する第10回大会（最終回）である．『MK』にて、スコーピオンがサブ・ゼロを敵視している理由は、双方の組織間の対立が原因である（スコーピオンの組織の名称は同作時点では不明であり、ゲーム内ではサブ・ゼロの所属する組織は「Lin Kuei」と呼ばれている）。同作のエンディングでは、スコーピオンはサブ・ゼロに殺された戦士であり、妻子の仇討ちを果たすために現世への復活を許されたという事実が判明した。また、同エンディングでは、スコーピオンの超自然的存在の呪いによって、復讐という本懐を遂げるも、家族との再会はできないことが示唆されている。第10会目の大会でリュウ・カンが優勝を果たした後、スコーピオンはサブ・ゼロを殺害している。初代「MK」のリリース後、「MK」の共同制作者であるジョン・トビアスが原作とイラストを手掛けた特別なタイアップコミックが発売され、Midwayから出版された。同コミックでは大会の裏話や登場人物について詳しく説明されているが、後発の作品との整合性は完全には取れていない。スコーピオンの死から2年後、スコーピオンはサブ・ゼロを襲撃し、サブ・ゼロは彼に気づき、ショックを受けるというシーンが1ページだけ存在する。スコーピオンは、「悪魔」の力で己の仇を討つと宣言する。奇襲ではなく、名誉ある戦いで復讐を果たしたいと願う彼は、大会での再会の約束をサブ・ゼロと交わし、その場を後にした。後のシリーズでは、スコーピオンの死から第10回目の大会の間にどれほどの時間が経過したかは不明瞭となっている。外伝作品「Mortal Kombat Mythologies: Sub-Zero」では、サブ・ゼロはスコーピオンを殺した後、数日から数週間後にモータルコンバットに参加しているが、第10回大会に参加しているのか、数年前に行われた大会の一つに参加して生き残り、後に第10回大会に参加することになったのかは明確にされていない。
Mortal Kombat II
第10回大会からしばらくして、外界にて皇帝シャオ・カーン主催のモータルコンバットが開催された。この大会には、氷を操る能力を持つもう1人のリン・クエイの戦士、サブ・ゼロが参加しているが、ゲーム内の紹介では、別人なのか、死から蘇った本人なのか、意図的に曖昧にされている。スコーピオンはこの戦士を調査するため、大会に赴く。新生サブ・ゼロが対戦相手の命を救う様子を目の当たりにしたスコーピオンは、彼が自分を殺した冷酷な男ではなく、その弟であることを悟る。兄を殺した贖罪のために、弟のサブ・ゼロの守護を決意した。サブ・ゼロ兄弟は後にリブート作品でそれぞれビ・ハン（Bi-Han）とカイ・リャン（Kuai Liang）という出生名が設定された。「MKII」では、後に復活したビ・ハンであることが明らかになる悪霊ヌーブ・サイボットが登場する。
Mortal Kombat 3
スコーピオンを筆頭とする色違い忍者は登場せず、1995年のアッパー版「Ultimate Mortal Kombat 3」で復活する。「UMK3」のストーリーでは、シャオ・カーンが人間界の地獄を支配する数多の魂の奪取に失敗した時、スコーピオンは冥界からの脱出に成功する。再び地球で自由の身となった彼は、誰にも忠誠を誓うことはなく、人間界のワイルドカードとして外界と対峙した。地球を放浪していたスコーピオンはシャオ・カーンの軍への入隊を命じられた。人間界の防衛者と同盟を結んだサブ・ゼロと対戦することになり、カーンへの忠誠は完全に揺らいだ。
Mortal Kombat Mythologies: Sub-Zero
ボスとして2回登場。同作は「MK」のプロローグを描いており、サブ・ゼロ（兄）、スコーピオンのバックストーリーが掘り下げられ、魔術師クァン・チーも登場。スコーピオンの本名と組織の名称、燐塊は中国の組織であり在籍する戦士は忍者ではないこと、燐塊の戦士と白井流の戦士の衣装の類似等の点が説明された。白井流という流派は「Takeda」という忍者が創立し、彼は燐塊に所属していたが、独自の戦法を編み出し、組織を去る決心をしたのだという。Takedaは、白井流の制服のデザインののベースはそのままに、細部や色彩を変更した。黒魔術師クァン・チーはスコーピオンに少林寺に隠された地図の発見を依頼し、同様の任務を燐塊のサブ・ゼロに依頼した。スコーピオンとサブ・ゼロの決闘は、後者の勝利で幕を閉じた。サブ・ゼロは地図をクァン・チーに渡し、燐塊への見返りとしてスコーピオンの妻ハルミと息子のサトシを含む白井流を根絶やしにし、燐塊のグランドマスターはこの行動を称賛した。サブ・ゼロはもう1件のクァン・チーの依頼で、ネザーレルムを支配していた旧神シノックの力の源のアミュレットの回収へと向かった。アミュレットを手にしたクァン・チーはネザーレルムへと赴き、偽物をシノックへ返還し、本物は懐に留めた。その後、サブ・ゼロの前にライデンが現れ、クァン・チーに人類が持つべきでない力を与えた責任を問う。事態を収拾するため、ライデンはサブ・ゼロをネザーレルムに送り、そこで亡霊となったスコーピオンと再会する。勝利を収めたサブ・ゼロは、やがてシノックを発見して倒し、アミュレットを取り戻してライデンのもとへ持っていった。燐塊の本拠地に帰還したサブ・ゼロは、グランドマスターから、魔術師シャン・ツンのために戦う数人のチャンピオンの1人としてモータルコンバットへ参加することが次の任務であると告げられる。それは人間界を敵に回すことを意味するが、サブ・ゼロは承諾した。そして、『MK』のストーリーへと繋がっていく。
Mortal Kombat 4
クァン・チーの生存が判明し、彼はシノックの侵略をアシストするべくスコーピオンをネザーレルムから再び解放した。ネザーレルムからの永久的な解放と、人間としての完全な復活を条件に掲示し、サブ・ゼロの暗殺を依頼した。サブ・ゼロのエンディングにて、クァン・チーは自身が白井流を滅ぼした張本人であることを明かし、サブ・ゼロとスコーピオンに撃破され、2人は和解した。スコーピオンのエンディングでは、燐塊のグランドマスターに就任したサブ・ゼロに怒りを再燃させ、止めを刺す直前にクァン・チーが現われ、自身がスコーピオンの家族と組織を滅ぼしたという事実を明かす。永久にネザーレルムへと追放される寸前にスコーピオンはクァン・チーを道連れに去っていった。
Mortal Kombat: Deadly Alliance
「MK4」のスコーピオンのエンディングに続いている。クァン・チーはスコーピオンに追われる身となり、鬼のドラミンと モロクを護衛に付けた。エンディングでは、スコーピオンはドラミンとモロクによって、人間界と外界の間に幽閉された虐げられた魂からなる魔法の竜巻「Soulnado」に投げ込まれて死亡した。
Mortal Kombat: Deception
ネザーレルムから脱出。旧神たちに仕え、オナガによる人間界の統合を阻止するべく、人間界を守護する役目を担った。
Mortal Kombat: Shaolin Monks
ボスとして登場。
Mortal Kombat: Armageddon
白井流と妻子の復活と引き換えに、旧神たちに仕えることを申し出る。組織と家族は復活するが、あくまで亡霊としてである。激怒したスコーピオンは精霊ブレイズの力を奪い、旧神たちのアルマゲドン阻止のチャンスを潰そうと試みるが、エデニアの半神テイヴンに討たれる。その後、シリーズのキャラクター同士のバトルロイヤルでサブ・ゼロに殺される。
Mortal Kombat vs. DC Universe
2つのタイトル間の戦争に参加。エンディングではダークサイドとシャオ・カーンのエッセンスがスコーピオンの体に宿り、宇宙最強の存在となる。

### リブート版以降
Mortal Kombat（2011年）
本作では第1作から第3作までの出来事を修正した新たな時間軸のストーリーが展開されている。リブート版で登場したスコーピオンは、第10回モータルコンバットに再び新たに参加することになった。クァン・チーによるスコーピオンの蘇生は「MK4」のみならず、初代「MK」の時間軸においても行われていたことが確定している。クァン・チーはスコーピオンに強化した超能力を与え、共通の敵であるビ・ハンの殺害を促すが、白井流の壊滅に自分が関わっていることは秘密にしている。アルマゲドンを回避するために時間軸を変えようと奔走するライデンは、旧神による白井流の復活と引き換えに、ビ・ハンを生かすようスコーピオンに説得する。当初、大会が終了する前にビ・ハンを倒し、殺さないという取引を守っていた。しかし、クァン・チーは、サブ・ゼロとリン・クエイがスコーピオンの家族と組織を滅ぼす光景を投影し、スコーピオンを挑発し、約束を反故にさせる。ビ・ハンは関与を否定したが、スコーピオンは彼を焼却し、サブゼロの頭蓋骨と脊柱を持って会場に戻ってきた。そのため、当時「Tundra」と名乗っていたカイ・リャンは、元の時間軸よりもやや早くサブ・ゼロの名を襲名することになる。その後、サブ・ゼロはスコーピオンを倒し、撃破する直前、リン・クエイのグランドマスターの命令で仲間に捕らえられた。そして、サブ・ゼロは強制的にサイボーグへと改造された。スコーピオンのエンディングでは、後に白井流の霊たちがスコーピオンの前に現れ、彼らの死に関する真実を明らかにし、クァン・チー殺害を手助けした。サブ・ゼロのエンディングでは、クァン・チーがリン・クエイへの報酬として白井流を滅ぼしたことを知る。サブ・ゼロはこの情報をスコーピオンに伝え、彼らは独自の「Deadly Alliance」を結成する。
Mortal Kombat X
前作から2年後、スコーピオンは引き続きクァン・チーに従属している。また、クァン・チーはカイ・リャンを人間の姿に戻し、スコーピオンと同様にレヴナントへと変えた。その後、ライデンたちは2人をクァン・チーの呪縛から解放する。復活したハンゾウ・ハサシ（スコーピオン）は、その後20年かけて白井流を改革し、人間界を防衛するための組織として作り上げ、盟友である戦士ケンシの息子、タケダを鍛え上げた。サブ・ゼロが白井流を滅ぼした張本人がクァン・チーであることを明らかにし、同時にその行為における燐塊の役割と彼らの不名誉な歴史を認めた時、スコーピオンはついにサブ・ゼロを仲間として迎え入れた。米軍特殊部隊がクァン・チーを捕らえた折、復讐に駆られたハンゾウはクァン・チーを斬首するが、時すでに遅く、旧神シノックを解放する呪文の詠唱を終えていた。
Mortal Kombat 11
シノックの敗北から2年後、ハンゾウは、現在も白井流のグランドマスターとして指導にあたっている。時の番人クロニカがライデンを歴史から抹消しようとした時、過去のスコーピオンを現代に呼び寄せ、組織と家族の復活を約束して彼を勧誘した。一方、現代のハンゾウはサブ・ゼロと共に、リン・クエイの暗殺者として活動している。クロニカのためにサイバー・リン・クエイ軍を構築しようとするセクターの計画を阻止し、セクターはスコーピオンの組織と家族の殺害にも関与していることを知る。クロニカが人間界の防衛者の基地を殆ど壊滅状態に追い込んだ後、スコーピオンは渡し守のKharonを勧誘し、クロニカとの決別を過去の自分に促した。デ・ボラの猛毒に侵され、瀕死のハンゾウは復讐の事は忘れ、人間界を守るよう過去の自分に説いた。そして過去のスコーピオンは、人間界と外界の連合軍に加わり、クロニカを止めると約束した。現在の自身の意思を尊重し、ライデンたちに協力を申し出る。過去の所業やクロニカへの従属を理由にライデンに殺されかけるが、それを静止しようとしたリュウ・カンとの衝突の際に過去のヴィジョンがフラッシュバックし、クロニカの策略であることを悟ると彼はスコーピオンを受け入れた。スコーピオンのエンディングでは、過去のスコーピオンがクロニカを殺し、歴史の再スタートと愛する家族の生存を確かなものにする。しかし、悲劇が常に起こるように異世界の力が作用していることを知り、彼は復讐のために新たな旅に出る。

### その他のゲーム
ゲストキャラクターとしてNBA Jam、The Grid、MLB Slugfest: Loaded、サイオプス サイキック・オペレーションに登場。
インジャスティス:神々の激突ではDLCとして配信。シングルプレイモードのエンディングでは、なぜこの世界に来てしまったのかと疑問を抱いたスコーピオンは、トライゴンと対峙する。悪魔の軍団から抜け出し、地球最高評議員（スーパーマン）を倒す栄光を奪ったことによる怒りから召喚された。スコーピオンはトライゴンに勝利した後に悪魔の軍勢を指揮し、それを使って世界を支配しようと企んでいる。

## キャラクターデザインとゲーム中の要素
スコーピオンは初代『MK』にサブ・ゼロ、レプタイルとともに色違いの3人の忍者の1人として登場した。2011年9月にシリーズのチーフキャラクターデザイナーであったジョン・トビアスが、製作前の古いキャラクタースケッチやメモを数ページTwitterに投稿し、彼の初期の出自が明らかにされた。スコーピオンとサブゼロは、「2人の色違い忍者-狩る者と狩られた者（[a] palette swap for 2 ninjas—a hunter and the hunted,）」と説明され、トビアスは、どちらかが組織を離脱するという構想や、当時無名だったキャラクターが敵対組織に属するという「復讐劇（"revenge story" ）」の導入も検討していた。このゲームの厳しいメモリー制限について、共同制作者でプログラマーのエド・ブーンは「経済性にはかなり気を遣っていたので、キャラクターの色を変え、ほぼ同じメモリを使って2人のキャラクターを作ることができれば、かなりのコスト削減になると考えた。（"A lot of attention went into the economics of it, and so we knew that if we could take a character and change their color and use basically the same memory to create two characters, we'd save a lot of money and we'd have two characters."）」と回想している。
スコーピオンには、サブ・ゼロのアイスブルーに対して、開発者が「火を象徴する色」として、黄色のパレットが採用された。外見は似通っているが性格は正反対であることから、「忍者組織の対立というストーリーを考えた（"prompted the story behind them being these opposing ninja-clan-type characters."）」と述べられている。3人目の色違い忍者であるレプタイルは、第3回目の改訂版で隠しNPCとして追加され、緑の服を着てスコーピオンのスピアーとサブ・ゼロの冷凍弾を使用し、ブーンによって「よりクールなスコーピオン（"a cooler version of Scorpion."）」というというコンセプトのもと考案された。オリジナルの衣装はシカゴの衣装店で買ったニンジャ風の衣装を改造して作られたもので、1作目の撮影では赤色だったが、「MKII」ではキルティングベストとシンガードを付けた黄色の衣装が利用された。サブゼロ、レプタイル、隠しキャラのスモーク、ヌーブ・サイボットはスコーピオンの色違いかつ、後者2人は「MKII」で条件を満たして出現した際にスコーピオンのスピアーを特殊技として使用する。スコーピオンとその他の忍者のキャラクターは最初ダニエル・ペシーナが演じていたが、「UMK3」と1996年のコンピレーションタイトル「MKT」ではジョン・タークに代わり、「MKM:SZ」ではサル・ディヴィタが演じた。
忍者装束は初代から一貫しているが、『MK4』以降の立体化に伴いグラフィックが向上し、他の忍者とより細かく差別化できるようになり、スコーピオンの衣装は、『MK:DA』では2本の刀を背中に括り付け、クナイをベルトに結んだロープに取り付けるなど、よりディテールが強化されていた。「MK:D」では、「MK:DA」のデザインにエパレト（肩部の装飾）が追加され、隠しコスチュームは2D時代のMKに回帰したデザインであった。『MK9』のコスチュームは、腹部形状の肩パッド、背中で交差する2本のサソリの針のような意匠がついた剣、硬い殻のようなマスクの外骨格の模様など、サソリからインスピレーションを受けていた。旧作風衣装は「MK9」のDLCの初代『MK』のクラシックコスチュームのバンドルにサブ・ゼロ、レプタイル、アーマックとともに収録された。「インジャスティス：神々の激突」ではコミック・アーティストジム・リーがデザインを手がけた新規のコスチュームで登場。初代『MK』のキャラクター選択画面では、復活した亡霊という正体を隠しておくため、スコーピオンは普通の人間の目をしていたが、『MKII』以降の作品では黄色または白色の目が描かれており、映画やウェブシリーズ「Mortal Kombat: Legacy」などの実写メディアでスコーピオンを演じた俳優は、白目を描写するため不透明のコンタクトレンズを使用していた。

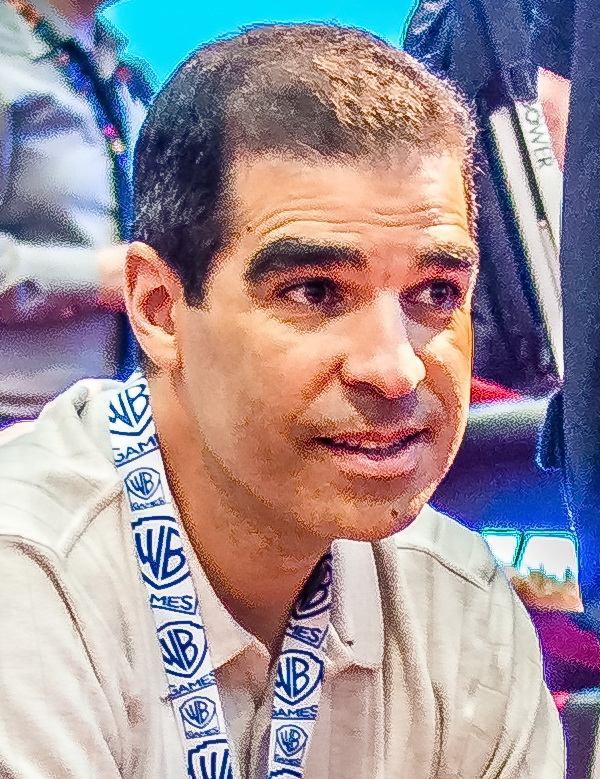
モータルコンバットの共同制作者のエド・ブーン。ゲームやメディアに登場するスコーピオンのかけ声を担当し、彼をお気に入りのキャラクターとして挙げている。

スコーピオンはスピアーで相手を引き寄せる際に「Get over here!」と「Come here!」の2パターンのセリフの内どちらかを放つ。これらのセリフはゲームでも劇場版でもブーンが声を担当している。が、『MK』と『MKII』の家庭用移植版ではメモリの都合で「Come here!」だけが収録された。ブーンいわく、2つ目のフレーズは、スコーピオンが「スピアーを飛ばすと時に「「Get over here!」と叫ばせたら面白そうだ（"it would be funny to have him yell out 'Get over here!'）」 と思ったことが由来だという。そのためブーンはスタジオのマイクに向かい、挑発セリフの収録を進めた。ダニエル・ペシーナも認めている通り、このフレーズはもともとカノウを演じたリチャード・ディビシオのアイデアであり、スコーピオンの頭蓋骨の素顔も古典映画 「アルゴ探検隊の大冒険」に触発されたものであった。初代「MK」のリリースから20年、ブーンは、このスピアーとキャラクターそのものを生み出したことを、本シリーズの歴史の中で個人的に最も印象深い要素の1つに挙げ、「みんなが一日中俺のオフィスに居座って、何度も何度もアッパーカットをスピアーで引き寄せた敵にヒットさせて、『最高だ』的なことを言っていたのを覚えてる。それはまさにゲームの礎になったんだ（"I remember people sitting in my office all day just doing this uppercut [on a speared enemy] again and again, like 'Oh my God, that feels so good.' It just became the cornerstone of [the game]."）」と述べている。「MKII」では、「TOASTY!」というフレーズが誕生し、シリーズのサウンドデザイナーのダン・フォーデンが声を担当した。スコーピオンのフェイタリティ「Flaming Skull」を発動した際、またはアッパーカットがヒットした際にランダムで発声される。トビアスによると、「You're Toast!」というゲームのテストセッションでデザイナーの間で交わされたジョークが原型とのこと。
スコーピオンは、ロープに取り付けた銛のようなスピアー（「クナイ」と表現される）を相手に投げつける特殊技を持ち、シリーズを通しての象徴的な要素である。スピアーを相手の胸部に突き刺し、その後至近距離まで引き寄せ、敵は数秒間行動不能となる。この技は、元々の案であった投げ縄がワンダーウーマンの技を連想させるため、それを嫌ったペシーナが考案したものであり、古代アジアの武器である縄鏢から着想を得ている。もう1つの代表的な特殊技「Teleport Punch」は、画面外に飛び出し、背後から相手を攻撃するもので、「MK:DA」を除き、シリーズを通しての特殊技として定着している。さらに「MKII」で新たにScissors（蟹挟）が追加されたが、これは評判が良くなかった（セガサターンマガジンは「誰も使ってない（"no one ever used"）」「馬鹿げてる（"ridiculous"）」技と評した）。1993年号のGameProにおいて、「MKII」の12人のプレイアブルキャラクターのうち8番目と評価され、サブ・ゼロとともに「以前は上位のキャラだったが、男の忍者は皆相性が悪い敵が多いので、「MKII」ではあまり使う機会が無いだろう（"formerly a top-tier character [who] doesn't have much of a chance in MKII since all of the male ninjas have some poor matchups,"）」と評され、スコーピオンはジャックスとミレーナに対して特に相性が悪いと記述されている。セガサターンマガジンのエド・ローマスは、『UMK3』のスコーピオンの特殊技を「シンプルかつ効果的（"simple yet effective"）」とし、「初心者向けだが、（それでも）強いキャラクターであることに変わりはない（"make him good for beginners, [which] doesn't stop him from being a useful character,"）」、また彼の「信頼感のある（"trusty"）」スピアーは「コンボを決めるのに完璧（"perfect for setting up combos."）」だと評している。GameSpyは、「MK:D」のガイドにおいて、「特殊技や通常技のみならず、コンボにも強みを持つ総合的なキャラクター（"a well-rounded character that has strengths in combos as well as in special and normal moves."）」と評している。そして、「MK:A」ではスピアーが「相変わらず便利（"useful as ever"）」であるとし、「スピアーと他の特殊技だけで殆ど有利に立ち回れる（"Between [that and his] other special moves ... Scorpion pretty much has everything covered."）」と付け加えている。Prima Gamesによる「MK9」の攻略ガイドでは、明確な弱点や長所がなくバランスが取れており、他のキャラクターとの対戦での勝率は半分以上としている。「MK:SM」では対戦とストーリーの両方で使用可能で、本作の技構成はリュウ・カンとほぼ同様だが、一部オリジナルの技もある。
初代から『MK4』までの代表的なフェイタリティは、相手を焼き殺す直前にマスクを外して髑髏を露わにする「Fire Breath」である。「MKII」では別のバージョンも収録されており、異なるボタンとジョイスティックを組み合わせて入力すると、画面に「Toasty！」というテキストが表示され、音声が再生される。2008年の「Mortal Kombat vs. DC Universe」で「Fire Breath」が復活したが、それ以外の3Dゲームのフェイタリティではスピアーを主に使用する。『MK:DA』ではスピアーを相手の頭部に突き刺して破壊し、『MK:D』では手足をもぎ取りとどめに首を折り、『MK9』では胸にスピアーを突き刺してポータルに蹴り入れ、皮が剥がれた死体にする「Nether Gate」を持つ。そして、『MK9』の2つ目のフェイタリティ「Split Decision」は、剣で相手を切り刻むという内容である。
1993年にElectronic Gaming Monthlyが初代「MK」のスコーピオンのスクリーンショットを加工して掲載し、当時存在しなかったキャラクター「アーマック」の噂が広まっていった。その後、スコーピオンのスプライト（グラフィック）が赤くなり、体力ゲージに「Error Macro」という名前が表示されるというガセネタがプレイヤー間で話題になった。『UMK3』ではスコーピオンを赤色に挿げ替え、「Teleport Punch」を引っ提げたアーマックが使用可能となった。

## その他のメディア

### 書籍
Jeff Rovinの1995年の小説『Mortal Kombat』において脇役として登場。本編とは繋がっておらず、時系列は初代「MK」以前。死んだ父の魂と自分の肉体が融合し、特殊能力を得た青年として描かれ、父の仇であるサブ・ゼロに復讐するための器として使われている。
Malibu Comicsの1994年に連載された連続シリーズ「Blood and Thunder」では、スコーピオンはサブ・ゼロへの復讐に燃える亡霊に過ぎず、スピアーは鎖や縄に取り付けられたモーニングスターに変更されている。初代「MK」の主要キャラクターたちとともに、絶対的な力を得るため、シャン・ツンが持つ神秘の書物「Tao Te Zhan」の中の謎をすべて解こうとする（結果として誰も達成出来なかった）。1995年の続編「Battlewave」では、外界の皇帝シャオ・カーンによって「Deathstone」なる神秘の宝石とともに生者の世界に戻され、アンデッド兵で構成された軍隊を指揮する立場となる。
2015年のDCコミックスの連続シリーズ「Mortal Kombat X: Blood Ties」の数号では脇役として登場。時系列はゲーム本編以前。

### 映像作品
モータル・コンバット (映画) (1995)
クリス・カサマッサが端役で演じた。サブ・ゼロとともにシャン・ツンの配下で奴隷として使役されている。「モータルコンバット」にて、ジョニー・ケイジに殺害された。同作におけるスピアーは手のひらの隙間から射出される蛇のような生物であり、飛距離も制約が設けられている。
モータルコンバット2（1997）
J.J.ペリーが演じた。サブ・ゼロの妨害を受け、カーン軍によるリュウ・カンとキタナの暗殺に失敗した後、スコーピオンが突如顕現し、サブゼロを無力化した。キタナを誘拐するシーンを最後に物語からフェードアウトする。
Mortal Kombat: The Journey Begins
サブ・ゼロと対をなすシャン・ツンの手下として描かれ、彼らの過去の接点が映画の途中でナレーション付きのコンピューター・アニメーションの戦闘シーンで描写されている。
Mortal Kombat: Defenders of the Realm
1エピソードに1回登場。サブ・ゼロとのライバル関係は、サブ・ゼロがスコーピオンを殺したという明示的な言及がないため、漠然と模索されている。代わりにスコーピオンは独立した悪の存在として機能し、スピアーは鎖につながれた緑色の蛇の頭部のように描かれていた。
Mortal Kombat: Conquest
スコーピオン（演 : クリス・カサマッサ）は恋人のペロン（Peron）にサブ・ゼロの妹の殺害を命じ、報復にペロンを殺され、決闘に発展するが、クン・ラオ、シロウ（Siro）、タージャ（Taja）が駆け付けたため、膠着状態で終了する。
Mortal Kombat: Rebirth
イアン・アンソニー・デイルが演じた。ディーコンシティ警察の警部ジャックスからシャン・ツンが主催する地下大会について尋問を受けている姿が描かれている。
2013年の「Mortal Kombat: Legacy II」においてカンフーの素養を持つデイルはリハーサル後、「腕や肩に短剣が入っているような感覚だ（"arms and shoulders felt like they had daggers in them,"）」と述べ、装着したコンタクトは「煩わしい（"cumbersome"）」ものであったという
デイルはケヴィン・タンチャローエン監督のウェブシリーズ「Mortal Kombat: Legacy」で再演している。彼の物語は封建時代の日本が舞台で、ハサシは白井流の長であり、幼い息子であるジュウベイ（Jubei）に戦闘訓練を施していた。ハンゾウは将軍との会談に呼び出されるが、それは敵対組織燐塊のビ・ハン（サブ・ゼロ）の策略だった。道中、全身を冷凍された無惨な姿の将軍を目の当たりにし、その折にサブ・ゼロと対峙。死闘の末に勝利を収め、村に戻ると家族は既に殺されており、サブ・ゼロに白井流の終わりを告げられ、全身を凍結され最期を迎えた。その正体はクァン・チーであり、スコーピオンを亡霊として復活させ、その見返りとしてサブ・ゼロへの復讐を約束する。スコーピオンとその家族、そしてサブ・ゼロの会話は日本語で行われ、英語字幕が表示される。2013年の第2期では、ハンゾウとビ・ハンは幼なじみでありながら、互いの組織から拒絶され、離ればなれになったことがフラッシュバックで明かされる。20年後、両組織は和解に向けて努力していたが、ハサシはビ・ハンの弟、カイ・リャンに遭遇し、戦いを挑むが、画面外でハンゾウに殺されてしまう。ハンゾウとビ・ハンはカイ・リャンの死に対して白井流に何の行動も起こさず、組織間の休戦を維持しようとするが、シーズン1の出来事の後、復活したハンゾウ（現スコーピオン）は、自身の家族と組織の死に関してビ・ハンの仕業だと誤解していた。現代では、ビ・ハンとスコーピオンはモータルコンバットで対峙し、スコーピオンはビ・ハンを殺害した。
Mortal Kombat Legends: Scorpion's Revenge
本作では主人公を務める。本作では、初代「MK」のストーリーの基本的な流れを踏襲しており、スコーピオンの出自やハンゾウ・ハサシとしての過去、サブ・ゼロ（変身したクァン・チー）とリン・クエイに家族と組織を滅ばされたことが描かれている。モータルコンバットにて人間界に協力し、クァン・チーを殺害し、仇討ちに成功した。島への残留を選択し、島が破壊された際に死亡。続編の「Mortal Kombat Legends: Battle of the Realms」では復活を遂げた。
モータルコンバット (2021年の映画)（2021年）
真田広之が演じた。ハンゾウ・ハサシは燐塊とその首領ビ・ハンに妻、長子、組織を手にかけられ、復讐に燃えていた。復讐を誓い、リン・クエイの刺客を殺した後、ビ・ハンに殺された。ネザーレルムに追放され、復讐に燃える亡霊と化したハサシは、数世紀の時を経てスコーピオンとして蘇り、ハサシの子孫であるコール・ヤングと共闘し、サブ・ゼロと名を改めたビ・ハンに勝負を挑んだ。真田は、本作の制作以前は『モータルコンバット』シリーズをよく知らなかったが、「所帯持ちが戦闘マシンに変貌するという、俳優にとって非常においしい役（"a very tasty role for an actor: family man changed to fighting machine."）」と、スコーピオンを研究したのだという。

### 商品展開・プロモーション
初代「MK」のキャラクターと共に、スコーピオンはThe Immortalsのアルバム「Mortal Kombat: The Album」（1994年）の「Lost Soul Bent on Revenge」というイメージ曲でハイライトされている。
スコーピオンのアクションフィギュアや彫刻を中心に様々な種類のグッズが展開された。1994年、ハスブロから最初のスコーピオンのフィギュアがリリースされた。マスクは青でプラスチックのスコーピオンののアクセサリーが付属した3.75インチ（9.525 cm）バージョンと、よりゲームに沿ったデザインと武器を付属した12インチ（30.48 cm）バージョンを発売。トイ・アイランドは1996年に「MKT」コレクションの一部としてスコーピオンのフィギュアを配布し、その中には一対のフックソードが含まれていた。1999年、Infinite Conceptsからスコーピオンのフィギュアが発売された。2005年、Jazwaresは6インチ（15.24　 cm）の「Deception」フィギュアを発売し、2006年には「Shaolin Monks」の フィギュアをリリースし、Hot Topic限定2パックにサブ・ゼロとセットで同梱され in addition to a collection of figures in 2011: a 4" figure from their MK2011 line,、「Klassic」な4インチの、「レトロ」をコンセプトとしたサブゼロ、レプタイル、スモークと箱入りセットのフィギュアが発売され、付け替え用の頭蓋骨のパーツが付属している。Syco Collectiblesは2011年から2012年にかけて、数多くのスコーピオンのグッズを発売した。10インチ（暗闇で目が発光するギミックつき）と18インチのポリストーン製スタチューや、15インチ（38.1 cm）の台座とライトアップされた目を持つ1:2スケールの胸像と、頭部が着脱可能な11インチ（27.94 cm）の台座の小型胸像が発売された。2011年、Pop Culture Shockは着脱可能な肩パッドと発光ギミック搭載の目を備えた等身大の胸像を配布した。また、「Mortal Kombat Klassics」コレクションとして、「UMK3」をモチーフにした19インチ（48.62cm）のスタチューが発売された。2012年に発売された16.5インチ（41.91cm）のミクストメディアスタチューでは、スコーピオンは槍をは放つポーズをとり、全身黒ずくめの姿で立体化された。
スコーピオンは、Advanced Graphicsの実物大立体段ボールで描かれた13人の「MK9」のキャラクターのうちの1人である。2011年にはファンコからスコーピオンのボブルヘッドが発売され、この年、Ata-Boy Wholesaleから2.5インチ×3.5インチのマグネットに描かれた20人のキャラクターの1人として発売された。2012年、Jazwaresから、2.5インチのちびキャラフィギュアコレクションの1体として、カバル(モータルコンバット)、クァン・チー、シャオ・カーンと同時に発売された。

## 文化的影響
スコーピオンはDrawn Together、ロボット・チキン、The Cleveland Showなどのテレビ番組で何度かカメオ出演している。また、Comedy Centralが制作した、Mortal Kombatをパロディした2014年の短編アニメでは、ライデン、アーマック、ジャックス、シャン・ツンと共にスコーピオンが登場した。

## 批評と人気
スコーピオンは、サブゼロとともに、「モータルコンバット」シリーズ、そして格闘ゲームというジャンルにおいて、最も人気かつ象徴的なキャラクターの1人であるとしばしば見なされている。ゲーム・インフォーマーは、スコーピオンを2009年の格闘ゲームキャラクターのベスト3位と認定し、UGO Networksが2012年に発表したトップキャラクターのランキングで、シリーズの主人公リュウ・カンに次いで2位にランクインした。PLAY誌が2013年に発表したトップ忍者キャラクターのリストで4位にランクインした。2012年、GamesRadar+のルーカス・サリバンが、「『アンデッドの敵役』という要素のカッコよさ（"coolness of his 'undead antagonist'）」から、格闘ゲーム史上最高のキャラクターとして7位にランク付けしている。最初は単なる色違いだったにもかかわらず、スコーピオン独自の魅力によって、これまでの「MK」シリーズの顔となるほどの存在感を確立した、としている。コンプレックス (雑誌)では、スコーピオンを多くのベストを決めるリストで特集している。シリーズ中、最も残虐なファイターとして5位にランクインし、ベストビデオゲームマスコットでは15位、2012年には格闘ゲームキャラクターで4番目に「最も支配的（"most dominant"）」なキャラクターとして選出した。
スコーピオンはシリーズを通してサブ・ゼロと度々絡んでいるため、批評の際にもセットで扱われることがしばしばある。2009年、PC Worldによるトップビデオゲームニンジャリストでは同率5位となった。2006年のGame Revolutionによる「古参のMKキャラクタートップ10のランキングではサブ・ゼロと並んで首位を獲得し、2011年のGamesRadarの記事では、「Mortal Kombat」シリーズの中で最も人気のある2人のキャラクターとして挙げられ、その進化について論じられた。スコーピオンとサブゼロを合わせて、2015年にPlayStation Official Magazine – UKの読者によってPlayStationの20年の歴史の中で最も象徴的なキャラクターの第5位に選出された。Game Proは、2009年に色違いのベストビデオゲームキャラクターのリストで、スコーピオン、サブ・ゼロ、およびシリーズの他の忍者を3位にランク付けし、ミッドウェイゲームズは、「キャラクターの色を変えて新しいキャラクターを作る技法を、科学に変えてしまった（"has turned the art of making new characters from other, different-colored characters into a science."）」と付け加えている。
特殊技とフェイタリティは、ほとんどが非常に高い評価を得ている。2010年、IGNはスコーピオンの「Flaming Skull」をシリーズ中2番目に秀逸な「フェイタリティ」として、特定のタイトルを指定することなく挙げている。このフィニッシャーがキャラクターと結びついた結果、以降のゲームでは特に変更されなかったことに触れ、「不朽の名作（"enduring classic"）」と称された。彼のスピアーは、GameSpotが2002年にに公開した格闘ゲームの特殊技トップ10で、初代「MK」における最も強力かつバランスのとれた攻撃として、またその最初に目にした時の衝撃から9位にランクインし、さらに「完全な『Mortal Kombat』の技（"the definitive Mortal Kombat move."）」とされた。FHMが選ぶ「最も残虐な9つのフェイタリティ」に「MK9」の「Nether Gate」が選出された。サブ・ゼロ、レプタイルと共通の「MKII」のフレンドシップは、「MK9」の「Nether Gate」、初代「MK」の「Flaming Skull」に加え、Prima Gamesの2014年のシリーズトップ50のフェイタリティにランクインしている。ペースト (雑誌)では、「Nether Gate」が「MK9」のフェイタリティの中で4番目に秀逸と評価され、さらに「Flaming Skull」は第1作目のフィニッシャーとして3番目に秀逸と評価された。反面、「UMK3」「MKT」におけるアニマリティ（爆発する卵を産むペンギン）は、GameProによってシリーズ中8番目に酷いフィニッシャーとしてレインと並んだ。
スコーピオンのキャッチフレーズ「Get over here!」は、PLAYのジョークリスト「ten-of-the-best-chat-up-lines」に掲載された。2011年、PlayStation Universeはは、スコーピオンは「ゲーム史上最も象徴的なキャッチフレーズの一つを生み出した（"has spawned one of the most iconic catchphrases in gaming history"）」「はつ初登場から19年経った今でも根強い人気を誇っている（"remains a firm fan favorite nineteen years since his debut."）」と評している。